# 37 × 380 мм R
37 × 380 мм R — немецкий унитарный артиллерийский снаряд.

## История
Снаряд был разработан в начале 1930-х годов компаниями «Krupp» и «Rheinmetall» в качестве боеприпаса для 37-мм полуавтоматического зенитного артиллерийского орудия (после завершения испытаний принятого на вооружение под наименованием 3,7 cm SK C/30).
Патроны от 3,7 см SK C/30 были невзаимозаменяемы с другими 37-мм морскими и сухопутными боеприпасами из-за оригинального размера гильзы.
После окончания второй мировой войны боеприпасы производились в Испании примерно до начала 1960-х годов.

## Описание
Снаряд и заряд помещались в латунную или стальную латунированную гильзу длиной 381,5 мм. Заряд содержал 0,365 кг пороха RP C/32 (в ходе войны перешли на порох RP C/38N). Общая длина унитарного выстрела — 516,5 мм. В боекомплект входили выстрелы со следующими типами снарядов:
- Выстрел с околочно-трассирующим снарядом, ранний вариант — 3,7 cm Spgr Patr 30 L/4,1 Lh 39. Имел три тонких медных ведущих пояска, самоликвидатор срабатывал по догорании трассёра. Был исключён из боекомплекта. Последующие снаряды получили по два широких медных, позже металлокерамических пояска для обеспечения большей живучести стволов.

Основной боекомплект:
- Выстрел с околочно-трассирующим (ОТ) снарядом — 3,7 см Spgr Patr 40 L/4,1 Lh 37.
- Выстрел с околочно-зажигательно-трассирующим (ОЗТ) снарядом — 3,7 см Br Spgr Patr 40 L/4,1 Lh 37.
- Выстрел с бронебойно-трассирующим (БТ) снарядом с самоликвидатором — 3,7 cm Pzgr Patr L'spur Zerl.

Вспомогательные выстрелы:
- Выстрел с практическим осколочно-трассирующим снарядом — 3,7 см Űb Spgr Patr 40 L/4,1 Lh 37.
- Холостой выстрел — Manover-Hulsenkartusche 30.
- Салютный выстрел — Salut-Hulsenkartusche 30.
- Лёгкий учебный выстрел — leichte 3,7 cm Ex Patr L/4,1.
- Тяжёлый учебный выстрел — leichte 3,7 cm Ex Patr L/4,1.
- Учебный выстрел "30 (К)" — 3,7 cm Ex Patr 30 (K).

Кроме состава ВВ снаряды ОТ и ОЗТ были идентичны. Корпуса окрашивались в жёлтый цвет, на ОЗТ на корпусе краской дополнительно наносилась маркировка Br (нем. Brandgeschoss). Трассёры Lh 37 могли давать красное, жёлтое или белое свечение, о чём информировала маркировка на корпусе снаряда, выполненная кольцевой полосой краски соответствующего цвета над верхним ведущим пояском. Снаряд весил около 1,78 кг. Оснащались взрывателями KZ.40 в различном исполнении по материалу корпуса: KZ 40 (Lm), KZ 40 (St) и KZ 40 (St-Zn).
Бронебойно-трассирующий снаряд каморный, имел баллистический колпачок и бронебойный наконечник, оснащался донным взрывателем Bd Z 42a который нёс небольшое количество трассирующего состава (mit L'spur). Корпус снаряда окрашивался в чёрный цвет. При несрабатывании взрывателя снаряда от встречи с преградой по догорании трассёра инициировался детонатор и происходила самоликвидация (Zerl) снаряда (через 9 — 12 секунд после выстрела). 
Номенклатура боеприпасов позволяла вести огонь как по воздушным, так и по морским целям. 